# Cyriodera tuberculicollis
Cyriodera tuberculicollis är en skalbaggsart som beskrevs av Hippolyte Louis Gory och Achille Rémy Percheron 1833. Cyriodera tuberculicollis ingår i släktet Cyriodera och familjen Cetoniidae. Inga underarter finns listade i Catalogue of Life.

## Bildgalleri

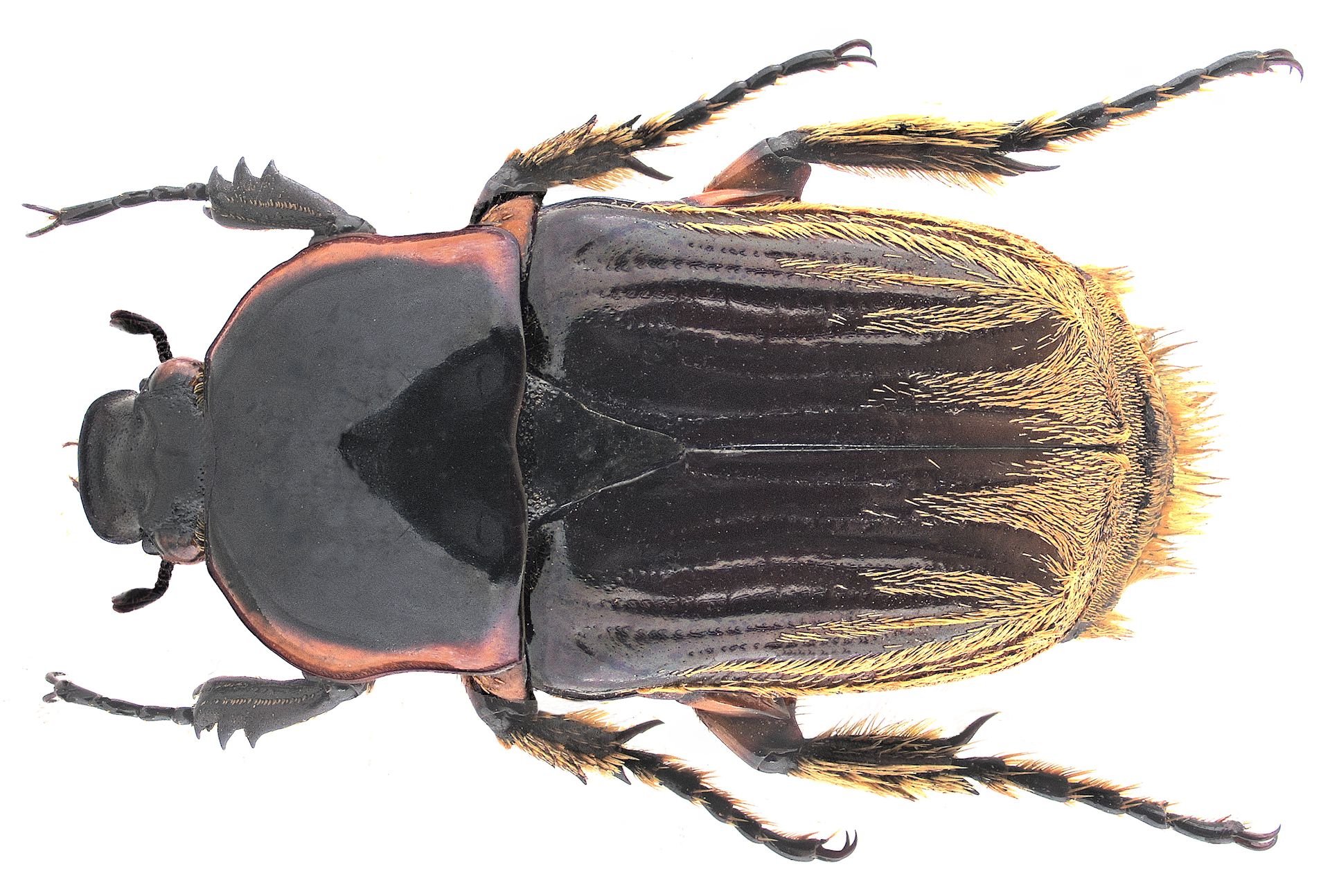